# Englebørn
Englebørn er en dansk spøgelsesgyserfilm fra 2024, der er instrueret af Peder Pedersen og har den norske skuespiller Agnes Born i hovedrollen som den unge kunstner Freya.

## Handling
En forhistorisk barnemorder er tidligere beboer i det lejlighedskompleks, som et tilsyneladende lykkeligt ungt ægtepar i nutidens København flytter ind i. Men der går ikke lang tid, før det står klart, at noget er helt galt. Den unge kunstner Freya kæmper for at genfinde fodfæstet efter en mislykket graviditet og et selvmordsforsøg, men har svært ved at skelne virkelighed fra fantasi, da hun begynder at høre barnegråd fra loftet og ser en mystisk skikkelse i lejligheden.

## Medvirkende
- Agnes Born
- Claes Bang
- Dicte
- Kaspersilas Crystallando
- Micki Stoltt

## Modtagelse

### Danmark
Filmmagasinet Ekko gav filmen fire stjerner ud af seks og kaldte filmen en sitrende psykologisk thriller, som elegant brugte historien om Danmarks værste seriemorder Dagmar Overby uden overhovedet at nævne hende ved navn. Informations Lone Nikolajsen sammenlignede filmen med Roman Polanskis Rosemarys baby fra 1968, der er en af filmhistoriens største gysere med et beslægtet tema om en ung, nygift kvinde, der flytter sammen med sin karrieremand i en ny lejlighed på det tidspunkt, hvor de skal til at stifte familie; men Nikolajsen mente, at Englebørn underminerede sin egen uhygge med komiske elementer og endte med  hverken at være særlig uhyggelig eller sjov.